# Енс (река)
Енс(на немски: Enns) е река в Австрия (провинции Залцбург, Щирия, Горна и Долна Австрия), десен приток на Дунав. Дължина 254 km, площ на водосборния басейн 6084 km².
Река Енс води началото си на 1817 m н.в., от северния склон на хребета Нисък Тауерн (Радщат Тауерн), в най-западната му част, в източната част на провинция Залцбур. Първите 15 km тече в северна посока, а западно от град Радщад завива на изток и на протежение повече от 100 km тече в дълбока и тясна долина покрай северното подножие на Нисък Тауерн (Радщат Тауерн). При село Хифлау Енс рязко завива на север и проломява Северните Варовити Алпи, образувайки пролома Гезейзе. При град Щайр излиза от пролома и последните 25 km тече през хълмиста равнина. Влива се отдясно в река Дунав при нейния 2112 km, на 241 m н.в., срещу град Маутхаузен.
На изток водосборният басейн на Енс граничи с водосборните басейни на реките Ибс, Ерлауф, Трайзен и Лайта (десни притоци на Дунав), на югоизток и юг – с водосборния басейн на река Мура (ляв приток на Драва, десен приток на Дунав), а на запад – с водосборните басейни на реките Залцах (десен приток на Ин) и Траун (десен приток на Дунав). В тези си граници площта на водосборния басейн на Енс възлиза на 6084 km² (0,74% от водосборния басейн на Дунав). Основни притоци: леви – Щайр (68 km); десни – Палтен (38 km), Залза (88 km).
Енс има ясно изразено пълноводие през април и май в резултат от топенето на снеговете в Алпите и зимно маловодие. Среден годишен отток в устието 210 m³/sec.
Река Енс е плавателна за плиткогазещи съдове в най-долното си течение, до град Щайр. В миналото, преди развитието на железопътната мрежа, по нея се е транспортирал дървен материал и други стоки. По течението ѝ е изградена каскада от малки ВЕЦ-ове.
По цялото си протежение долината на реката е гъсто заселена. По-големите селища са градовете: Радщад (Залцбург), Шладминг, Лицен, Адмонт (Щирия), Тернбег, Щайр, Енс (Горна Австрия).